# باغز باني ورود رانر
باغز باني وروند رانر (بالإنجليزية: The Bugs Bunny/Road Runner)‏ هو فيلم رسوم متحركة امريكي من تأليف تشاك جونز وانتاج شركة وارنر براذرز أنيميشن تم عرضه لأول مرة في 28 سبتمبر 1979 ومدة الفيلم 98 دقيقة
في العالم العربي تمت دبلجة الفيلم بواسطة استديو ايمدج برودكشن هاوس وتم عرضه على قناة كرتون نتورك بالعربية في عام 2013

## الأصوات العربية
- حسن مهدي - باغز باني
- حسان حمدان - دافي داك
- شربل ايوب - بوركي بيغ
- زياد منذر - وايل إي. كايوتي
- سعد حمدان - مارفن ذا مارشن، بيبي لا بيو
- حسن المصري - دكتور آي كيو. عالي، رجل
- خالد السيد - حسان
- جيهان الملا - امرأة الكهف
- سمير معلوف - ألمر فاد

## وصلات خارجية
- باجز باني و رود رانر على موقع IMDb (الإنجليزية)
- باجز باني و رود رانر على موقع روتن توميتوز (الإنجليزية)
- باجز باني و رود رانر على موقع نتفليكس (الإنجليزية)
- باجز باني و رود رانر على موقع Turner Classic Movies (الإنجليزية)
- باجز باني و رود رانر على موقع أول موفي (الإنجليزية)
- باجز باني و رود رانر على موقع قاعدة بيانات الفيلم (الإنجليزية)
- باجز باني و رود رانر على موقع ليتربوكسد (الإنجليزية)
- باجز باني و رود رانر على موقع كينوبويسك (الروسية)